# Porto (kerület)
Porto kerület (portugálul Distrito do Porto) Portugália északnyugati részén található közigazgatási egység. Északról Braga kerület, keletről Vila Real kerület, délkeletről Viseu kerület, délről Aveiro kerület, nyugatról az Atlanti-óceán határolja. Területe 2455 km², amelyen 1.855.940 fős (2023) népesség él. A kerület székhelyéről, Portóról kapta nevét.

## Községek
Porto kerület 18 községből (município) áll, melyek a következők:

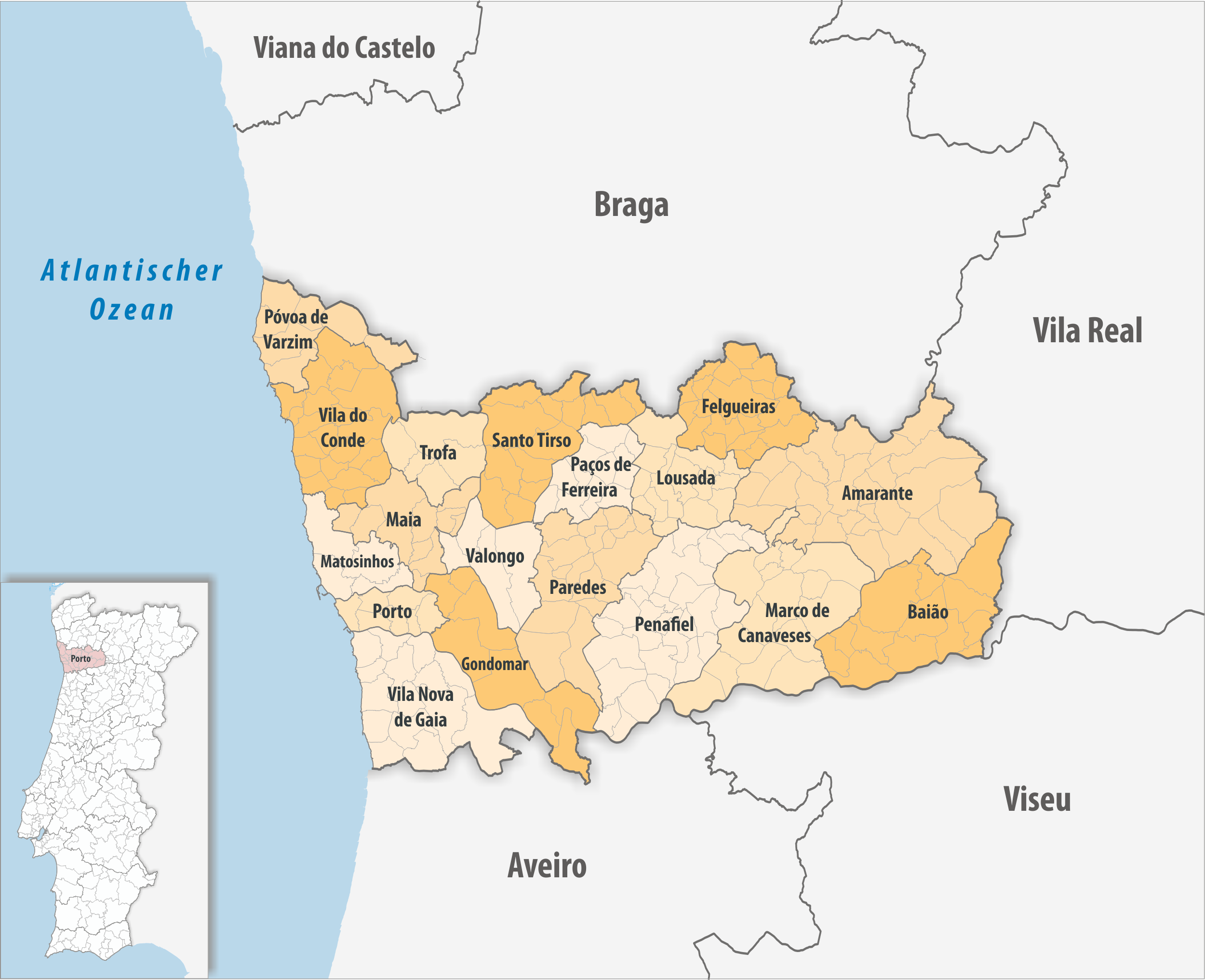
Porto kerület községei

| Címer                     | Község             | Népesség (fő, 2021) | Terület (km²) | Népsűrűség (fő/km²) | Települések száma |
| ------------------------- | ------------------ | ------------------- | ------------- | ------------------- | ----------------- |
| Amarante címere           | Amarante           | 52 116              | 301,30        | 173                 | 26                |
| Baião címere              | Baião              | 17 534              | 174,52        | 100                 | 14                |
| Felgueiras címere         | Felgueiras         | 55 848              | 115,74        | 483                 | 20                |
| Gondomar címere           | Gondomar           | 164 257             | 131,87        | 1246                | 7                 |
| Lousada címere            | Lousada            | 47 364              | 96,06         | 493                 | 15                |
| Maia címere               | Maia               | 134 977             | 82,99         | 1626                | 10                |
| Marco de Canaveses címere | Marco de Canaveses | 49 541              | 201,90        | 245                 | 16                |
| Matosinhos címere         | Matosinhos         | 172 557             | 62,43         | 2764                | 4                 |
| Paços de Ferreira címere  | Paços de Ferreira  | 55 595              | 70,99         | 783                 | 12                |
| Paredes címere            | Paredes            | 84.354              | 156,74        | 538                 | 18                |
| Penafiel címere           | Penafiel           | 69 629              | 212,23        | 328                 | 28                |
| Porto címere              | Porto              | 231 800             | 41,43         | 5595                | 7                 |
| Póvoa de Varzim címere    | Póvoa de Varzim    | 64 255              | 82,22         | 782                 | 7                 |
| Santo Tirso címere        | Santo Tirso        | 67 709              | 136,61        | 496                 | 14                |
| Trofa címere              | Trofa              | 38 548              | 72,01         | 535                 | 5                 |
| Valongo címere            | Valongo            | 94 672              | 75,13         | 1260                | 4                 |
| Vila do Conde címere      | Vila do Conde      | 80 825              | 149,02        | 542                 | 21                |
| Vila Nova de Gaia címere  | Vila Nova de Gaia  | 303 824             | 168,47        | 1803                | 15                |

## Fordítás
Ez a szócikk részben vagy egészben  a   Distrito de Porto című portugál Wikipédia-szócikk ezen változatának fordításán alapul.  Az eredeti cikk szerkesztőit annak laptörténete sorolja fel. Ez a jelzés csupán a megfogalmazás eredetét és a szerzői jogokat jelzi, nem szolgál a cikkben szereplő információk forrásmegjelöléseként.

## Külső hivatkozások
- Adatok Porto kerületről PDF – Gabinete de Estratégia e Estudos (portugálul és angolul)